# Іванов Ілля (отаман)
Івано́в Ілля́ (Тишанін), (нар. ? — пом. грудень 1921/січень 1922) — військовий діяч часів УНР, повстанський отаман.

## Життєпис
Поруч з ним згадуються Григорій та Федір Іванови, можливо, брати отамана.
У повстанському русі з 1919 року. Воював під командуванням Андрія Гулого-Гуленка.
4 березня 1920 року Іванов (Тишанін) брав участь у козацькій раді у криворізькому селі Софіївка, скликаній кошовим отаманом Михайлом Малашком. На ній присутні також отамани Іван Черноусов, Дяківський, Тихін Березняк, професор Прохоренко, командир Верхньодніпровського полку Іван Петренко, командир Веселотернівського полку Федорченко та інші. Рада постановила оголосити совєтській владі партизанську війну.
Першою гучною акцією повстанців стало звільнення Верхньодніпровська 7 березня 1920 року. В операції брали участь і загін отамана Іванова.
У травні 1920 р. почав формування загонів на Катеринославщині — в селах Жовте, Зелене, Петрове та інших. Був прихильником активної тактики — бити окупанта без перепочинку, і всюди. В с. Зибкове, що на південь від залізничної станції Павлиш, Іванов створив загін з трьох сотень росіян-старовірів, що не підтримували український національно-визвольний рух, але боролись проти більшовиків.
У травні — червні 1920 року полк Іванова приєднався до Олександрійської (Степової) дивізії Костя Блакитного. У Степовій дивізії був начальником кавалерії.
До пізньої осені 1920 р. Іванов перебував у лавах Степової дивізії. Штурмував Єлисаветград. Перебував у Холодному Яру.
Діяв спільно з отаманом Лютим (Ялисеєм Черевиком), пізніше з отаманом Андрієм Гнибідою (Чорновусом) та полковником Костянтином Здобудь-Волею.
У Криворізькому повіті повстанці не тільки наскакували на продзагони, роззброювали міліціонерів, затримували чекістів, а й проводили агітаційну роботу. Іванов вислав у навколишні села своїх представників із закликами не здавати продовольчого податку і зі зброєю захищати свої права.
Наприкінці 1920 — на початку 1921 років ЧК розроблює та починає реалізовувати ряд спецоперацій щодо підриву українського визвольного руху та ліквідації його лідерів.
Загинув Іванов, ймовірно, у грудні 1921-го або у січні 1922 року.
Загін отамана Іванова деякий час діяв під проводом його заступника повстанського старшини Медвєдєва, а згодом — отамана Платона Черненка (Чорний Ворон). Крім того, боротьба на Криворіжжі не вщухала весь 1922 рік. Опір більшовикам продовжили отамани Лютий (Ялисей Черевик) та Василь Шкляр (Сірко).